# Stone Gon'
Stone Gon'  är ett musikalbum av Barry White. Albumet släpptes i oktober 1973 och var Whites andra studioalbum. White skrev alla låtar på skivan och producerade den dessutom. Never, Never Gonna Give You Up släpptes som singel från albumet och är skivans kändaste låt. Skivan gavs ursprungligen ut i ett utvikskonvolut på skivbolaget 20th Century Fox i Amerika och Philips i Europa.

## Låtlista
1. Girl It's True, Yes I'll Always Love You - 8:36
2. Honey Please, Can't Ya See - 5:11
3. You're My Baby - 9:08
4. Hard to Believe That I Found You - 6:59
5. Never, Never Gonna Give You Up - 7:55

## Listplaceringar
- Billboard 200, USA: #20[1]
- Billboard R&B Albums: #1
- UK Albums Chart, Storbritannien: #18[2]